# Diocesi di Mahajanga
La diocesi di Mahajanga (in latino: Dioecesis Mahagiangana) è una sede della Chiesa cattolica in Madagascar suffraganea dell'arcidiocesi di Antsiranana. Nel 2021 contava 285.425 battezzati su 1.710.320 abitanti. È retta dal vescovo Zygmunt Robaszkiewicz, M.S.F.

## Territorio
La diocesi comprende la città di Mahajanga, dove si trova la cattedrale del Cuore Immacolato di Maria.
Il territorio è suddiviso in 22 parrocchie.

## Storia
Il vicariato apostolico di Majunga fu eretto il 15 marzo 1923 con il breve Ex hac excelsa di papa Pio XI, ricavandone il territorio dal vicariato apostolico di Diégo Suarez (oggi arcidiocesi di Antsiranana).
L'8 gennaio 1938 cedette una porzione del suo territorio a vantaggio dell'erezione della prefettura apostolica di Morondava (oggi diocesi).
Il 25 maggio 1939 cedette un'ulteriore porzione di territorio a vantaggio del vicariato apostolico di Miarinarivo (oggi diocesi).
Il 14 settembre 1955 il vicariato apostolico fu elevato a diocesi con la bolla Dum tantis di papa Pio XII.
Il 28 ottobre 1989 ha assunto il nome attuale per effetto del decreto Apostolicis sub plumbo della Congregazione per l'evangelizzazione dei popoli.
Il 18 ottobre 1993 ha ceduto una porzione del suo territorio a vantaggio dell'erezione della diocesi di Port-Bergé.
L'8 febbraio 2017 ha ceduto un'ulteriore porzione di territorio a vantaggio dell'erezione della diocesi di Maintirano.

## Cronotassi dei vescovi
Si omettono i periodi di sede vacante non superiori ai 2 anni o non storicamente accertati.
- Paul-Auguste-Marie Pichot, C.S.Sp. † (16 marzo 1923 - 10 maggio 1940 dimesso)
- Jean Wolff, C.S.Sp. † (8 luglio 1941 - 13 febbraio 1947 nominato vicario apostolico di Diégo Suarez)
- Jean Batiot, C.S.Sp. † (13 febbraio 1947 - 31 agosto 1953 deceduto)
- Jean Eugène Gabriel David, C.S.Sp. † (22 febbraio 1954 - 27 aprile 1978 dimesso)
- Armand Gaétan Razafindratandra † (27 aprile 1978 - 3 febbraio 1994 nominato arcivescovo di Antananarivo)
  - Sede vacante (1994-1996)
- Michel Malo, Ist. del Prado (29 marzo 1996 - 28 novembre 1998 nominato arcivescovo di Antsiranana)
- Joseph Ignace Randrianasolo † (3 giugno 1999 - 2 febbraio 2010 dimesso)
- Roger Victor Rakotondrajao † (2 febbraio 2010 succeduto - 3 novembre 2018 deceduto)
  - Sede vacante (2018-2022)[2]
- Zygmunt Robaszkiewicz, M.S.F., dal 19 novembre 2022

## Statistiche
La diocesi nel 2021 su una popolazione di 1.710.320 persone contava 285.425 battezzati, corrispondenti al 16,7% del totale.
| anno | popolazione | popolazione | popolazione | presbiteri | presbiteri | presbiteri | presbiteri                | diaconi | religiosi | religiosi | parrocchie |
| anno | battezzati  | totale      | %           | numero     | secolari   | regolari   | battezzati per presbitero | diaconi | uomini    | donne     | parrocchie |
| ---- | ----------- | ----------- | ----------- | ---------- | ---------- | ---------- | ------------------------- | ------- | --------- | --------- | ---------- |
| 1949 | 39.000      | 368.900     | 10,6        | 44         | 4          | 40         | 886                       |         |           | 35        |            |
| 1970 | 43.337      | 548.607     | 7,9         | 41         |            | 41         | 1.057                     |         | 76        | 97        |            |
| 1980 | 52.037      | 689.000     | 7,6         | 42         | 7          | 35         | 1.238                     |         | 43        | 75        |            |
| 1990 | 66.560      | 912.479     | 7,3         | 37         | 15         | 22         | 1.798                     |         | 29        | 115       | 17         |
| 1999 | 70.040      | 768.706     | 9,1         | 39         | 22         | 17         | 1.795                     |         | 25        | 130       | 19         |
| 2000 | 78.451      | 777.124     | 10,1        | 40         | 25         | 15         | 1.961                     |         | 24        | 135       | 19         |
| 2001 | 80.175      | 780.842     | 10,3        | 37         | 24         | 13         | 2.166                     |         | 21        | 144       | 19         |
| 2002 | 82.592      | 782.180     | 10,6        | 46         | 32         | 14         | 1.795                     |         | 21        | 161       | 20         |
| 2003 | 94.074      | 902.432     | 10,4        | 47         | 32         | 15         | 2.001                     |         | 22        | 161       | 13         |
| 2004 | 142.447     | 992.794     | 14,3        | 45         | 30         | 15         | 3.165                     |         | 23        | 161       | 13         |
| 2013 | 366.264     | 1.262.000   | 29,0        | 84         | 37         | 47         | 4.360                     |         | 60        | 197       | 22         |
| 2016 | 383.000     | 1.362.000   | 28,1        | 53         | 36         | 17         | 7.226                     |         | 33        | 205       | 21         |
| 2017 | 256.992     | 1.433.792   | 17,9        | 43         | 31         | 12         | 5.977                     |         | 4         | 164       | 20         |
| 2019 | 283.735     | 1.558.580   | 18,2        | 54         | 37         | 17         | 5.254                     |         | 33        | 233       | 22         |
| 2021 | 285.425     | 1.710.320   | 16,7        | 56         | 39         | 17         | 5.096                     |         | 34        | 239       | 22         |